# Osynliga partiet

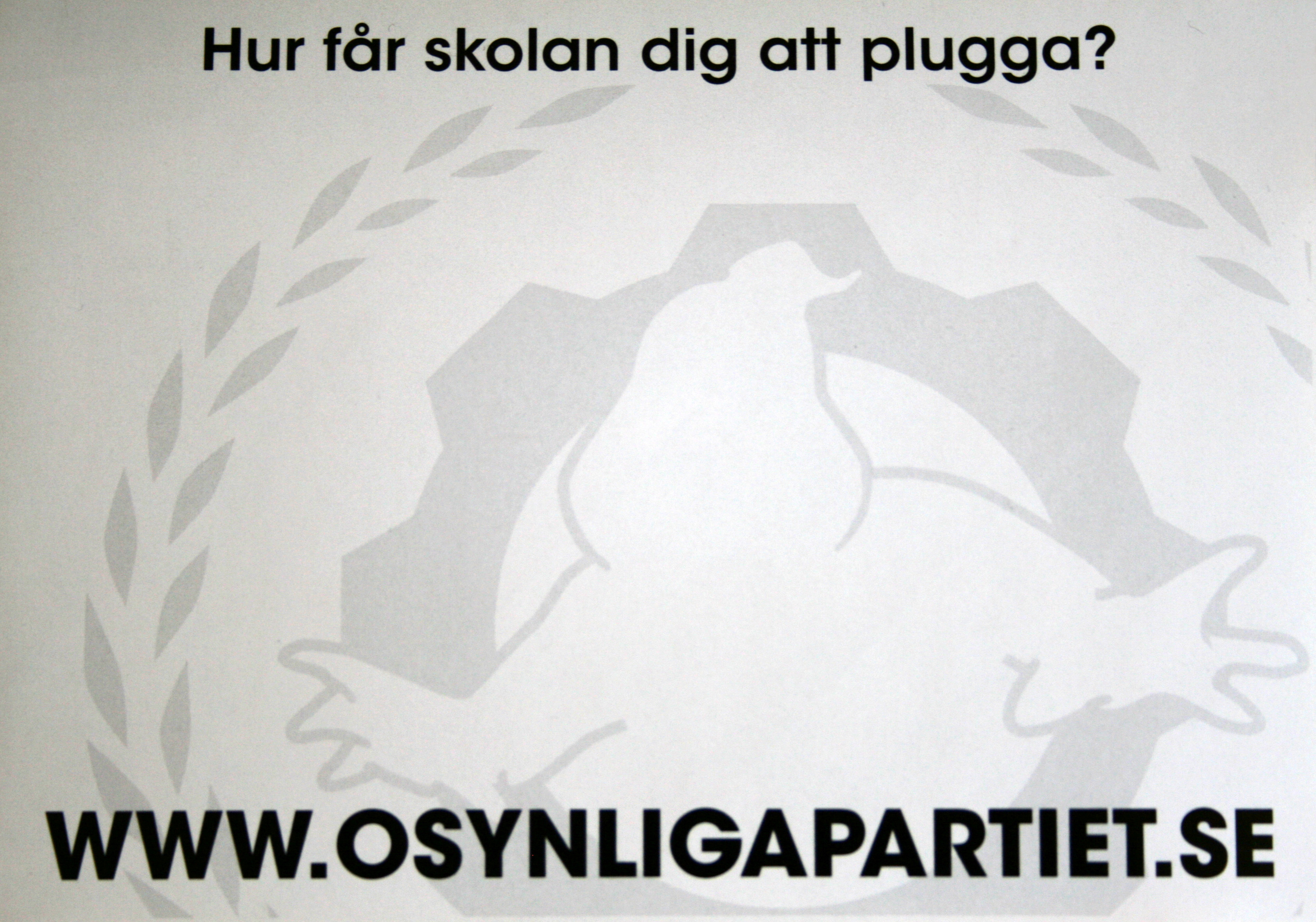
Klistermärke från Osynliga partiet

Osynliga partiet, förkortning ( ), var en kampanj med anspelning på politisk partibildning, verksamt 2006, grundad av delar av den svenska utomparlamentariska vänstern, med kopplingar till Syndikalistiska ungdomsförbundet inför riksdagsvalet 2006. Konceptet beskrevs på följande sätt enligt en blogg som drevs av anhängare till Osynliga partiet:
| ” | Osynliga partiet är en benämning på den mångfald av vardagligt och ansiktslöst motstånd som de utan reserver är inblandade i, oavsett om de lönearbetar eller inte. Partiet sammankopplar enskilda kamper för högre reallön och förbättrad livskvalitet - exempelvis maskning, arbetsvägran, snattning, piratkopiering och plankning. Genom handling, teori och mytbildning sätts dessa i ett kollektivt sammanhang. Osynliga partiet är inte en formell organisation och har inga officiella företrädare eller representanter. Osynliga partiet är en öppen gemenskap som endast utgörs av de handlingar som kan relateras till konceptet, oavsett om de görs i dess namn eller inte. | „ |

Namnet Osynliga partiet var ursprungligen ett begrepp som den utomparlamentariska vänstern använde som syftning på allt motstånd som sker i "den sociala fabriken" oavsett om de som gör motstånd identifierar det som politiskt eller inte. Det är alltså handlingarna som är det viktiga, till skillnad från medlemsantal eller åsikter.
Osynliga Partiet meddelade på sin hemsida att kampanjen är nerlagd sedan den 16 september 2006.

## Bakgrund

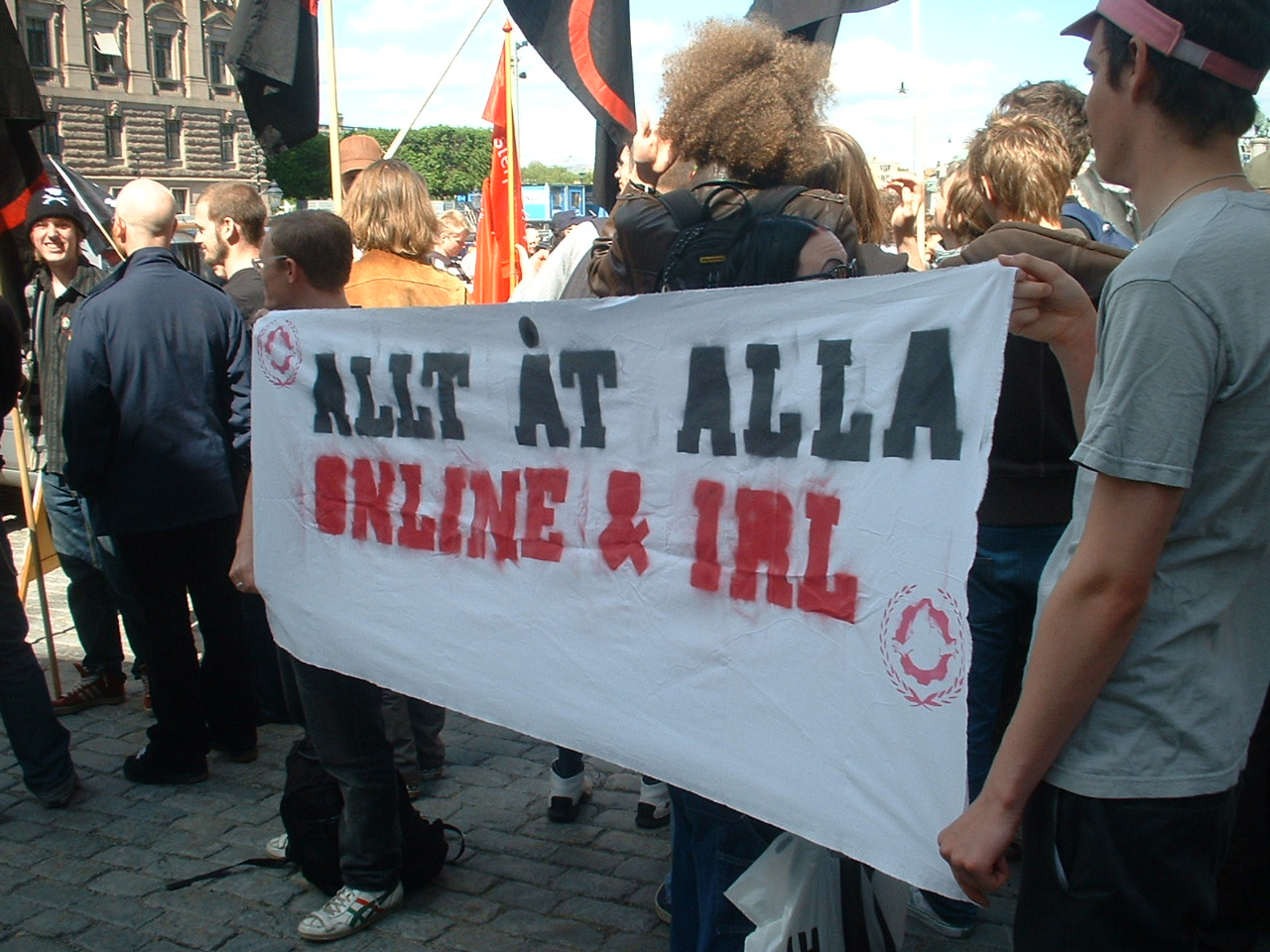
Plakat för osynliga partiet på Mynttorget i Stockholm under Piratdemonstrationen den 3 juni 2006.

I mars 2006 erhöll kampanjen Osynliga partiet hundra tusen kronor av Petter Nilsson, vinnaren av TV-serien Toppkandidaterna, som skänkte 40 procent av vinstsumman på 250 000 kr till Syndikalistiska ungdomsförbundet. Det var också då Osynliga partiet fick uppmärksamhet i media för första gången.
Osynliga partiet blev senare omnämnt i massmedia i samband med demonstrationer på Södermalm i Stockholm den 11 april 2006, när elva personer greps av polisen.
Fraktioner av Osynliga partiet har också tagit på sig ansvaret för fönsterkrossning och klotter mot Centerpartiets och Kristdemokraternas lokaler runt om i landet. Attentaten misstänks vara i protest mot Centerpartiets förslag om särskilda avtal för nyanställda ungdomar (se Ungdomsavtalet).
Fraktioner av Osynliga partiet har efter detta stått bakom flera andra demonstrationer, men också aktioner mot olika arbetsförmedlingar runt om i landet (med både fönsterkrossning och saftkalas). De menar att Arbetsförmedlingen "förnedrar och disciplinerar" arbetslösa utan att bidra till att ge dem jobb.
Osynliga partiet har inte gjort några officiella uttalanden, men däremot har pressmeddelanden undertecknade "fraktioner av Osynliga partiet" publicerats på den autonoma webbportalen Motkraft.
Efter händelserna har Säpo inlett en kartläggning av Osynliga partiet. Man hade också under 2006 utökat personskydd för Maud Olofsson.